# Мортерач
Мортера́ч или Мортера́чгле́тчер (нем. Morteratschgletscher, романш. Vadret da Morteratsch) — долинный ледник в массиве Бернина, кантон Граубюнден, Швейцария.
Это типичный долинный ледник, самый большой ледник в Ретийских Альпах и третий (после ледников Пастерце и Гепачфернер) по объёму (1,2 км³) ледник в Восточных Альпах.
Ледник Мортерач имеет длину 7 км и площадь около 16,4 км² (по состоянию на 1973 год).
Зона питания ледника Мортерач расположена на склонах вершин Пиц-Мортерач, Пиц Бернина, Краст'-Агюцца, Пиц-Арджиент, Пиц-Цупо и Беллависта. Перепад высот между зоной питания ледника и его языком составляет около 2000 м.
Сток воды от таяния ледника Мортерач осуществляется в бассейн Инн и, через Дунай, в Чёрное море.
Весной, в зависимости от уровня снежного покрова, для подготовленных горнолыжников на леднике доступна 10-километровая трасса. Она ведёт от верхней станции канатной дороги Дьяволецца к хижине Мортерач и имеет перепад высот около 1100 м.
Станция Мортерач (1986 метров над уровнем моря) линии Бернина Ретийской Железной дороги расположена практически напротив конца языка ледника.
Измерения ледника проводятся начиная с 1878 года. С 1878 года до 1998 года ледник отступил более чем на 1,8 км, средняя скорость отступания ледника составляла 17,2 м/год. В период с 1999 года по 2005 год скорость отступания ледника увеличилась до 30 м/год и эта тенденция сохраняется. За всё время измерений ледник наступал всего на несколько метров в течение четырёх лет. Поскольку ледники относительно медленно реагируют на кратковременные изменения климата, эти подвижки не могут быть отнесены на счёт накопления снега в зоне питания. На высоких боковых моренах ледника до сих пор можно видеть следы воздействия большого количества льда, перемещенного ледником во время малого ледникового периода в середине XIX века.

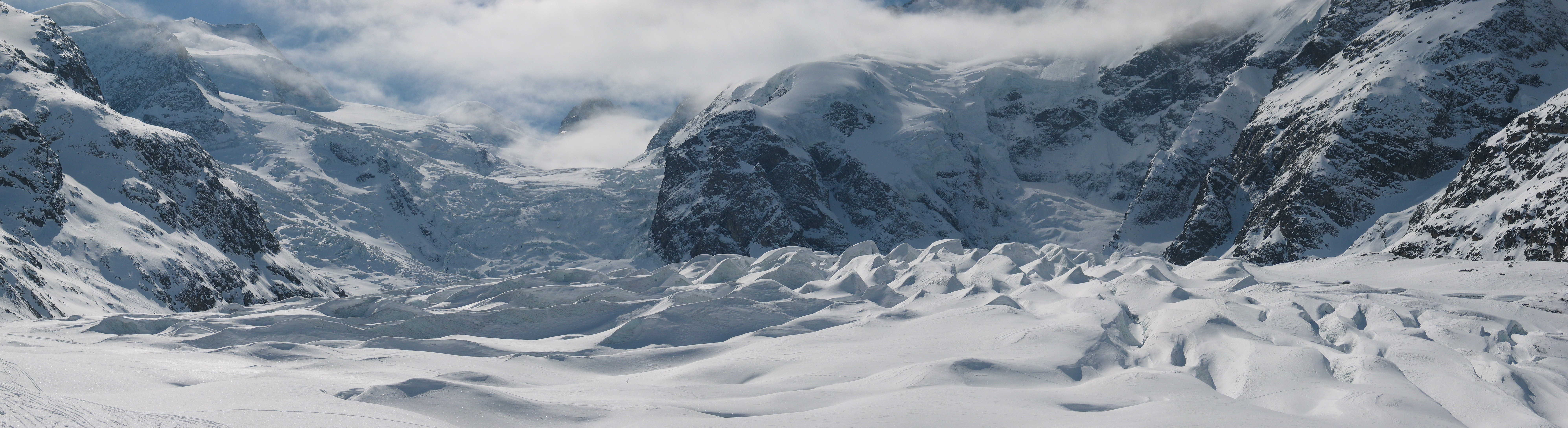
Вид на ледник Мортерач с горнолыжной трассы